# ويس غاردنر
ويس غاردنر (بالإنجليزية: Wes Gardner) هو لاعب كرة قاعدة أمريكي، ولد في 29 أبريل 1961 في بنتون في الولايات المتحدة.

## وصلات خارجية
- ويس غاردنر على موقع دوري كرة القاعدة الرئيسي (الإنجليزية)
- ويس غاردنر على موقعبيزبول رفرنس.كوم (الدوري الرئيسي) (الإنجليزية)
- ويس غاردنر على موقعبيزبول رفرنس.كوم (الدوري الثانوي) (الإنجليزية)
- ويس غاردنر على موقع جمعية أبحاث البيسبول الأمريكية (الإنجليزية)
- ويس غاردنر على موقع إي إس بي إن.كوم (أم.أل.بي) (الإنجليزية)
- ويس غاردنر على موقع مشجعي الرسوم البيانية (الإنجليزية)